# Đế quốc Brunei
Đế quốc Brunei (tiếng Mã Lai: Empayar Brunei, Jawi và tiếng Ả Rập: إمبراطورية بروناي ('Iimbraturiat Brunay)), là một Hồi quốc Mã Lai tập trung ở Brunei trên bờ biển phía bắc đảo Borneo tại Đông Nam Á. Vương quốc được thành lập vào đầu thế kỷ 7, bắt đầu như là một vương quốc thương mại đường biển nhỏ dưới sự cai trị của người ngoại giáo bản địa hoặc vua Hindu. Các đời vua Brunei đã cải sang đạo Hồi vào khoảng thế kỷ 15, sau một thời gian dài phát triển và bành trướng khắp các khu vực ven biển của cả Borneo và Philippines, trước khi suy yếu vào thế kỷ 17.

## Lịch sử
Lịch sử của Đế quốc Brunei vấp phải khá nhiều vấn đề vì chỉ có một số ít nguồn tài liệu đề cập đến tuyên bố như vậy và cộng thêm bằng chứng quá khan hiếm. Chẳng có nguồn tài liệu địa phương hoặc bản địa nào còn tồn tại để cung cấp bằng chứng cho bất kỳ điều gì. Kết quả là phần lớn giới sử học đành phải sử dụng nguồn thư tịch Trung Quốc để dựng nên lịch sử ban đầu của Brunei. Boni trong thư tịch Trung Quốc nhắc đến có thể là chỉ toàn bộ vùng Borneo trong khi Poli 婆利 (Bà Lợi), có lẽ nằm ở Sumatra như lời xác nhận của chính quyền địa phương khi đề cập đến Brunei.

### Sơ kỳ
Quan hệ ngoại giao sớm nhất giữa Boni 渤 泥 (Bột Nê) và các triều đại Trung Quốc đã được ghi nhận trong bộ Thái Bình hoàn vũ ký (太平環宇記) vào năm 978. Năm 1225, một viên quan của nhà Tống là Triệu Nhữ Quách (趙汝适) ghi lại trong Chư Phiên chí (諸蕃志) rằng Po-ni có 100 chiến thuyền đề bảo vệ ngành mậu dịch của mình, và có nhiều vàng tại vương quốc này. Một ghi chép vào năm 1280 mô tả rằng Po-ni kiểm soát một diện tích lớn trên đảo Borneo.
Vào thế kỷ 14, Brunei dường như phải chịu thần phục Java. Bản thảo Nagarakretagama viết bằng tiếng Java do Mpu Prapanca biên soạn vào năm 1365, có đề cập đến Barune như một nước chư hầu của Majapahit và hàng năm phải cống nạp 40 tấn long não. Năm 1369, người Sulu đã tấn công Po-ni cướp đoạt kho báu và vàng bạc của xứ này. Majapahit liền phái một hạm đội tàu chiến tới giúp đánh đuổi quân Sulu nhưng Po-ni bị yếu hẳn đi kể từ sau cuộc tấn công đó. Một bản tường thuật của Trung Quốc từ năm 1371 đã mô tả Po-ni trở nên nghèo nàn và hoàn toàn nằm dưới sự kiểm soát của Majapahit.

### Bành trướng
Sau cái chết của Hoàng đế Hayam Wuruk, Majapahit rơi vào tình trạng suy yếu và khó có khả năng kiểm soát các xứ nội thuộc ở ngoài xa. Điều này mở ra cơ hội cho các vị vua Brunei mở rộng ảnh hưởng của mình ra toàn khu vực. Hoàng đế Vĩnh Lạc nhà Minh sau khi lên ngôi vào năm 1403, ngay lập tức đã cử đoàn sứ thần sang các nước khác nhau mời họ phải cống nạp cho thiên triều. Brunei ngay lập tức tham gia vào hệ thống triều cống béo bở với Trung Quốc. Đến thế kỷ 15, đế quốc đã trở thành một nhà nước Hồi giáo, khi vua Brunei cải sang đạo Hồi được du nhập bởi giới thương nhân Hồi giáo người Ấn Độ và Ả Rập đến từ các vùng khác thuộc Đông Nam Á hải đảo tới đây buôn bán và truyền giáo. Brunei khi đó kiểm soát hầu hết miền bắc Borneo, và trở thành một trung tâm quan trọng trong hệ thống thương mại thế giới giữa phương Đông và phương Tây.
Đế quốc Brunei giống như những đế quốc trong khu vực trước đây như Srivijaya, Majapahit và Malacca, có thể được coi như là một đế quốc hàng hải (Thalassocracy) dựa trên sức mạnh hải quân. Có nghĩa là ảnh hưởng của nó chỉ giới hạn ở các thị trấn ven biển, bến cảng và cửa sông, và hiếm khi nào xâm nhập sâu vào vùng nội địa của hòn đảo. Các vị vua Brunei xem chừng cố gắng liên minh với các dân tộc đi biển khu vực Orang Laut và Bajau giúp hình thành hạm đội hải quân của họ. Thế nhưng, người Dayak, một bộ lạc bản xứ vùng nội địa Borneo lại không nằm dưới quyền kiểm soát của họ, cũng do ảnh hưởng của đế quốc hiếm khi nào xâm nhập sâu vào trong tận rừng rậm.
Các tài liệu ghi chép sớm nhất về Brunei của phương Tây là của một người Ý gọi là Ludovico di Varthema. Ludovico vào lúc đó đang trên một tuyến đường đến quần đảo Maluku khi ông đổ bộ ở Borneo và gặp gỡ với người dân Brunei. Tài liệu ghi chép của ông có niên đại vào năm 1550.

"Chúng tôi vừa đặt chân đến hòn đảo Bornei (Brunei hay Borneo), cách Maluch khoảng hai trăm dặm, và chúng tôi phát hiện ra rằng đảo này lớn hơn như kể trên và thấp hơn nhiều. Người dân đều là những kẻ ngoại đạo và đầy thiện chí. Màu da của họ trắng hơn so với giống dân khác....tại hòn đảo này công lý được thực thi khá tốt..."

Dưới thời trị vì của Bolkiah, Quốc vương thứ năm, đế quốc đã nắm quyền kiểm soát trên khu vực duyên hải phía tây bắc Borneo (nay là Brunei, Sarawak và Sabah) và vươn tới tận Seludong (nay là Manila), quần đảo Sulu gồm các khu vực của đảo Mindanao. Vào thế kỷ 16, ảnh hưởng của Đế quốc Brunei cũng lan xa tới tận vùng đồng bằng sông Kapuas ở Tây Kalimantan. Hồi quốc Sambas gốc Mã Lai ở Tây Kalimantan và Hồi quốc Sulu ở miền Nam Philippines nói riêng đã phát triển mối quan hệ vương triều với hoàng gia Brunei. Các sultan Mã Lai của Pontianak, Samarinda đến tận Banjarmasin đều đối đãi với Sultan của Brunei như thể là chúa tể của họ. Bản chất thực sự trong mối quan hệ của Brunei với những Vương quốc Hồi giáo Mã Lai khác ở ven biển Borneo và quần đảo Sulu vẫn là một đề tài nghiên cứu hiện nay. Cho dù là một nước chư hầu, một liên minh hay chỉ là một mối quan hệ mang tính nghi lễ. Kể từ đó xuất hiện những chính thể khác trong khu vực còn thực hiện ảnh hưởng của họ lên những vương quốc Hồi giáo. Hồi quốc Banjar (nay là Banjarmasin) là một ví dụ tiêu biểu, cũng chịu nằm dưới ảnh hưởng của Demak tại Java.

### Suy tàn
Đến cuối thế kỷ 17, Brunei bắt đầu bước vào một thời kỳ suy tàn bắt nguồn từ những xung đột nội bộ xung quanh vấn đề kế vị, quá trình mở rộng thuộc địa của các cường quốc châu Âu và nạn cướp biển hoành hành. Đế quốc đã đánh mất nhiều lãnh thổ của mình do sự hiện diện của các cường quốc phương Tây chẳng hạn như Tây Ban Nha ở Philippines, Hà Lan ở phía nam đảo Borneo và Anh quốc ở Labuan, Sarawak và Bắc Borneo. Sultan Hashim Jalilul Alam Aqamaddin về sau đã kêu gọi người Anh phải ngăn chặn sự xâm lấn hơn nữa vào năm 1888. Cùng năm đó, Anh đã ký kết "Hiệp ước Bảo hộ" và biến Brunei trở thành xứ bảo hộ, mãi cho đến năm 1984 mới giành được độc lập.